# 苏瓦代夫联合共和国

苏瓦代夫联合共和国国旗

苏瓦代夫联合共和国（romanized: Ekuveri Suvaadheebu Jumhoorihyaa）是马尔代夫历史上的一个未受国际普遍承认国家，存在于1958年—1963年10月 ，首都是希塔杜，总统是阿卜杜拉·阿菲夫·迪迪。该国由英国扶植建立。领土包括马尔代夫群岛南部的三个环礁：阿杜环礁、胡瓦杜环礁和富瓦穆拉环礁。